# Joy (musikgrupp)
Joy är en österrikisk musikgrupp bildad 1984. Deras största hitlåt var låten Touch By touch.

## Diskografi

### Studioalbum
- 1986 - Hello
- 1986 - Joy and Tears
- 1989 - Joy
- 2011 - Enjoy

### Singlar
- 1985 - Lost in Hong Kong
- 1985 - Touch by Touch
- 1986 - Hello
- 1986 - Japanese Girls
- 1986 - Touch Me My Dear
- 1987 - Destination Heartbeat
- 1987 - It Happens Tonight
- 1987 - Black Is Black (Remix)
- 1988 - Kissin' Like Friends
- 1989 - She 's Dancing Alone
- 1990 - Born To Sing A Lovesong
- 1994 - Hello, Mrs. Johnson
- 1995 - Felicidad
- 1995 - Touch by Touch (The Remake) (vs. Area 51!)
- 1998 - Touch by Touch 98
- 2011 - Touch by Touch 2011
- 2011 - Love Is All Around
- 2017 - Lunapark
- 2020 - Mas, Mas, Mas

### Samlingsalbum
- 1986 - Best
- 1987 - The Very Best Of Joy
- 1987 - Touch Re-Mix 87
- 1991 - Best Of Joy
- 2000 - Best Of Joy